# A Concert for Chile
A Concert for Chile - In Memory of Victor Jara è un album dal vivo, pubblicato nel 1978.

## Descrizione
Il disco è stato registrato dal vivo durante il concerto tenutosi il 30 settembre del 1975 a Londra nella Royal Albert Hall, ed è stato pubblicato nel 1978 dalla Cube Records in formato LP.
Al disco/concerto contribuiscono alcuni tra gli artisti più importanti della Nueva Canción Chilena: gli Inti-Illimani, i Quilapayún, Isabel Parra e Patricio Castillo, che a causa del colpo di stato di Augusto Pinochet erano all'epoca tutti esuli in Europa.
L'esecuzione di Elegía, originariamente un brano strumentale, è stata integrata con un testo di Víctor Jara scritto durante la detenzione poco prima di morire, recitato in inglese da Sebastian Graham, che introduce anche Manifiesto leggendo la traduzione in inglese di parte del testo della canzone.
Questo disco non è mai stato ristampato in CD e i brani ivi contenuti non sono mai apparsi in raccolte o altri dischi. Nel 2023 la sua versione in digitale è stata resa ascoltabile in streaming sui principali siti dedicati.  

## Tracce
1. Inti-Illimani – La fiesta de San Benito (tradizionale boliviano)
2. Inti-Illimani – Vientos del pueblo (Víctor Jara)
3. Isabel Parra e Patricio Castillo – Manifiesto (Víctor Jara)
4. Isabel Parra e Patricio Castillo – Las cuecas del pañuelo (Isabel Parra)
5. Quilapayún – Plegaria a un labrador (Víctor Jara)
6. Quilapayún e Inti-Illimani – Tio Caimán (Carlos Francisco Chang Marín)
7. Isabel Parra – Gracias a la vida (Violeta Parra)
8. Sebastian Graham e Quilapayún – Chile Stadium - Elegía (testo: Víctor Jara – musica: Eduardo Carrasco)
9. Inti-Illimani – Alturas (Horacio Salinas)
10. Inti-Illimani – Arriba quemando el sol (Violeta Parra)
11. Isabel Parra e Inti-Illimani – La denuncia (testo: Violeta Parra – musica: Luis Advis)
12. Tutti gli artisti – El pueblo unido jamás será vencido (testo: Sergio Ortega e Quilapayún – musica: Sergio Ortega)